# Metal-aislante-metal
El diodo metal-aislante-metal (MIM. por sus siglas en inglés) es un tipo de dispositivo no lineal muy similar a un diodo semiconductor y capaz de funcionar a gran velocidad. Dependiendo de la geometría y del material utilizado para su fabricación, los mecanismos de funcionamiento se rigen por el efecto túnel cuántico o por la activación térmica.
En 1948, Torrey et al. afirmaron que "debería ser posible fabricar rectificadores de metal-aislante-metal con resistencias de dispersión mucho menores que las de los rectificadores de metal-semiconductor, lo que proporcionaría una mayor eficacia de rectificación a altas frecuencias". Pero debido a las dificultades de fabricación, pasaron dos décadas antes de que se pudiera crear con éxito el primer dispositivo. Algunos de los primeros diodos MIM que se fabricaron procedían de los laboratorios Bell a finales de los 60 y principios de los 70Brinkman et al. demostraron el primer diodo MIM de tunelización de polarización cero con una respuesta significativa. Al utilizar transporte por efecto túnel, el diodo MIM puede ser muy rápido. Ya en 1974, este diodo se utilizó como mezclador a 88 THz en una instalación del Instituto Nacional de Estándares y Tecnología. Gracias a recientes investigaciones, la responsividad de polarización cero del diodo MIM (15 A/W) está ahora muy próxima a la del diodo Schottky (19,4 A/W).
Hoy en día, el diodo MIM es la piedra angular de los desarrollos de nantenas. Los fabricantes de pantallas planas también los utilizan como diodos de capa fina.
A diferencia de los diodos MIM, los diodos metal-aislante-aislante-metal (MIIM) tienen dos capas aislantes.